# Frej (namn)

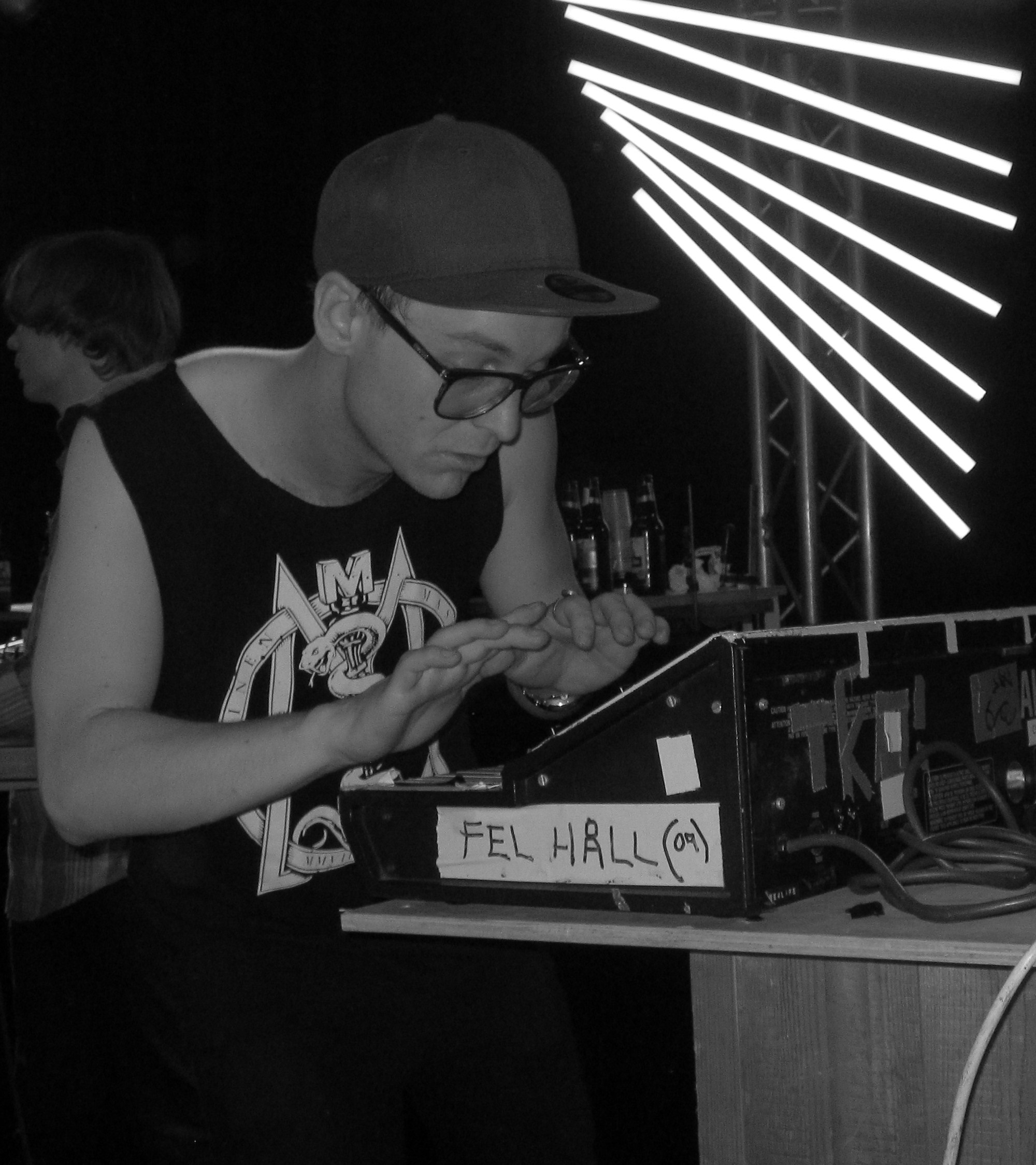
Frej Larsson, 2010.

Frej är ett mansnamn med nordiskt ursprung. Frej var fruktbarhetsgud och en av vanerna inom den  nordiska mytologin. Ordet betyder ”herre” eller ”härskare”.
Namnet har aldrig varit riktigt vanligt men fick ett uppsving på 1990-talet sedan det kommit med i svenska almanackan för första gången 1986. Den 31 december 2007 fanns det totalt 630 personer i Sverige med namnet Frej/Frey/Frei, varav 342 hade det som tilltalsnamn. År 2003 fick 19 pojkar namnet, varav 9 som tilltalsnamn.
Namnsdag: I Sverige 23 januari (sedan 2001). Innan dess var det 30 maj (1993–2000) och innan dess 19 september (1986–1992). I den finlandssvenska namnsdagslängden har Frej namnsdag 6 maj sedan starten 1929, då en egen namnsdagskalender togs i bruk för finlandssvenskar.

## Personer med namnet Frej
- Frej Klemming, arkitekt och konstnär
- Frej Larsson, musiker och rappare
- Frej Lindqvist, skådespelare, manusförfattare och regissör
- Frej Ossiannilsson, professor och entomolog
- Frey Svenson, läkare, professor i psykiatri

## Fiktiva
- Farbror Frej - Rollfigur i Galenskaparna och After Shave